# اموهیترالانانا
اموهیترالانانا (به لاتین: Ambohitralanana) یک سکونتگاه مسکونی در ماداگاسکار است که در ساوا (ماداگاسکار) واقع شده‌است.

## خصوصیات
اموهیترالانانا ۱۷٬۸۵۰ نفر جمعیت دارد.